# Église Saint-Mesmin de La Chapelle-Saint-Mesmin
L’église Saint-Mesmin est une église catholique française de style préroman édifiée aux XIe et XIIe siècles, située à La Chapelle-Saint-Mesmin dans le département du Loiret en région Centre-Val de Loire. L'édifice a été bâti en consécration de saint Mesmin l'Ancien (Maximin de Micy), sur la falaise dans laquelle est creusée la grotte du dragon de Béraire et à partir duquel la commune tire son nom. Elle est l'une des plus anciennes du Val de Loire.

## Géographie
L'église est située dans le département français du Loiret et la région naturelle du Val de Loire, sur le territoire de la commune de La Chapelle-Saint-Mesmin, à proximité du sentier de grande randonnée 3.

## Histoire

### Moyen Âge
La légende raconte qu'aux environs du VIe siècle, saint Mesmin, qui avait établi un monastère à Micy, de l'autre côté de la Loire, terrassa un dragon (symbole du mal) dans la grotte située sous Béraire (en latin : Villa Berarii), premier nom de la commune.
Avant l'édification de la première église au-dessus de la grotte, il subsiste encore à cette époque une ancienne villa gallo-romaine ayant appartenu à un certain Berarius (francisé : Béraire).
À sa mort en 520, saint Mesmin se fait ensevelir dans la grotte située sous la Villa Berarii. Sa sépulture devient un lieu de pèlerinage.
Vers 550, une première église basilique funéraire est érigée au-dessus du tombeau de saint Mesmin à l'initiative du vicomte d'Orléans, Agylus,.
En 675, les reliques de saint Mesmin sont transférées vers la collégiale Saint-Aignan d'Orléans. Mais jusqu'à cette époque, ceux qui le souhaitaient pouvaient être ensevelis au plus près de celui-ci (ad sanctus) dans le cimetière, qui à l'origine entourait l'église au nord et à l'est.
Au IXe-Xe, la première église est détruite à la suite des invasions normandes.
L'église actuelle est construite aux XIe et XIIe siècles. La plus ancienne mention de l’église comme bien de l'abbaye de Micy, rattachement décidé par l'évêque d'Orléans Arnoul à la fin du IXe, est consignée dans une bulle pontificale du pape Pascal II du 16 mars 1116.
Durant la Guerre de Cent Ans, l'église est ruinée. Elle est réparée dans la seconde moitié du XVe siècle, en partie grâce aux subsides alloués par le duc Charles d’Orléans.
En 1493, le reliquaire de saint Mesmin est confié à l'abbaye de Micy.

### Époque moderne

#### Ancien régime

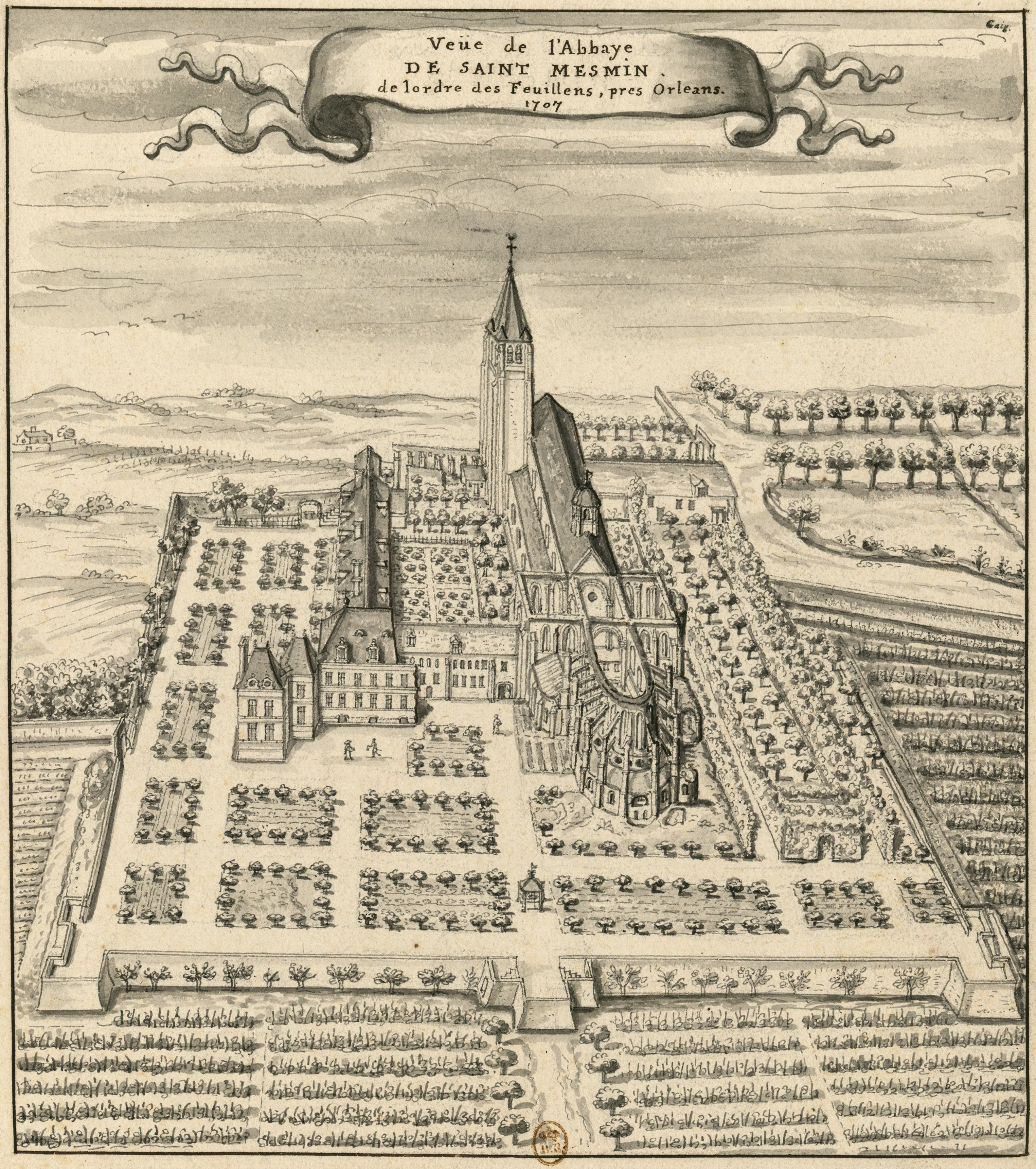
Abbaye de Saint-Mesmin en 1707 (dessin Louis Boudan)

En 1562, l'église est incendiée et la grotte profanée. En 1570, les moines de Micy, ruinés, vendent leurs possessions de la paroisse au chapitre de la cathédrale Sainte-Croix d'Orléans.
Au XVIIe siècle, le clocher de l'église est édifié.
Le plus ancien registre parvenu jusqu'à nous tenu par les curés de l'église, remonte à l'année 1666.
En 1755, une porte extérieure donnant sur la place est murée et l'aile Sud dite « de la Saint-Vierge » est rallongée jusqu'à la façade Ouest. Deux fenêtres sont également percées à l'Ouest et au Sud. Enfin, le mur qui séparait le clocher et le collatéral Nord est détruit pour faire communiquer les deux espaces. Une autre fenêtre est percée au rez-de-chaussée du clocher afin d'éclairer le bas-côté Nord.
Plus tard, une partie des reliques de saint Mesmin est conservée dans l'église Saint-Mesmin.

#### Révolution

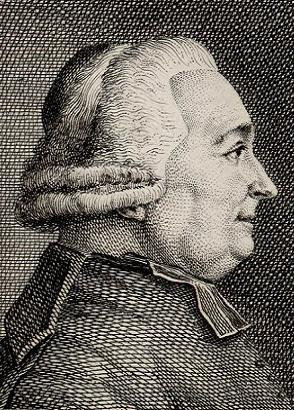
Armand-Anne-Auguste-Antonin Sicaire de Chapt de Rastignac

Après la Révolution française, le 23 janvier 1792, le prêtre de la paroisse Jacques Gaudry (depuis 1788) prête serment à la nouvelle Constitution civile du clergé. Armand-Anne-Auguste-Antonin Sicaire de Chapt de Rastignac, seigneur de La Chapelle-Saint-Mesmin et abbé de Micy à partir de 1772, dont dépend la paroisse, est arrêté et emprisonné à Paris le 26 août 1792 et meurt lors des massacres de Septembre.
Sous le directoire, les Théophilanthropes exigent de pouvoir célébrer leur culte et contraignent les catholiques à partager l'église. Ceux-ci font arrêter le curé Jacques-Denis Poignard (avec le curé de Chaingy) qui est déporté en 1798 vers la Guyane. Il mourra en 1806, lors de son voyage de retour vers la France. Les théophilanthropes resteront actifs dans la commune au moins jusqu'au 1er janvier 1808, date à laquelle le maire leur demande de cesser la pratique publique de leur culte.
Le 27 janvier 1793, l'assemblée communale refuse la réquisition des cloches de l'église par le conseil du département pour qu'elles soient fondues. Cependant, chaque paroisse ne pouvant désormais détenir qu'une seule cloche, deux des trois cloches seront tout de même conduites à Orléans le 2 novembre 1793.

#### XIXesiècle

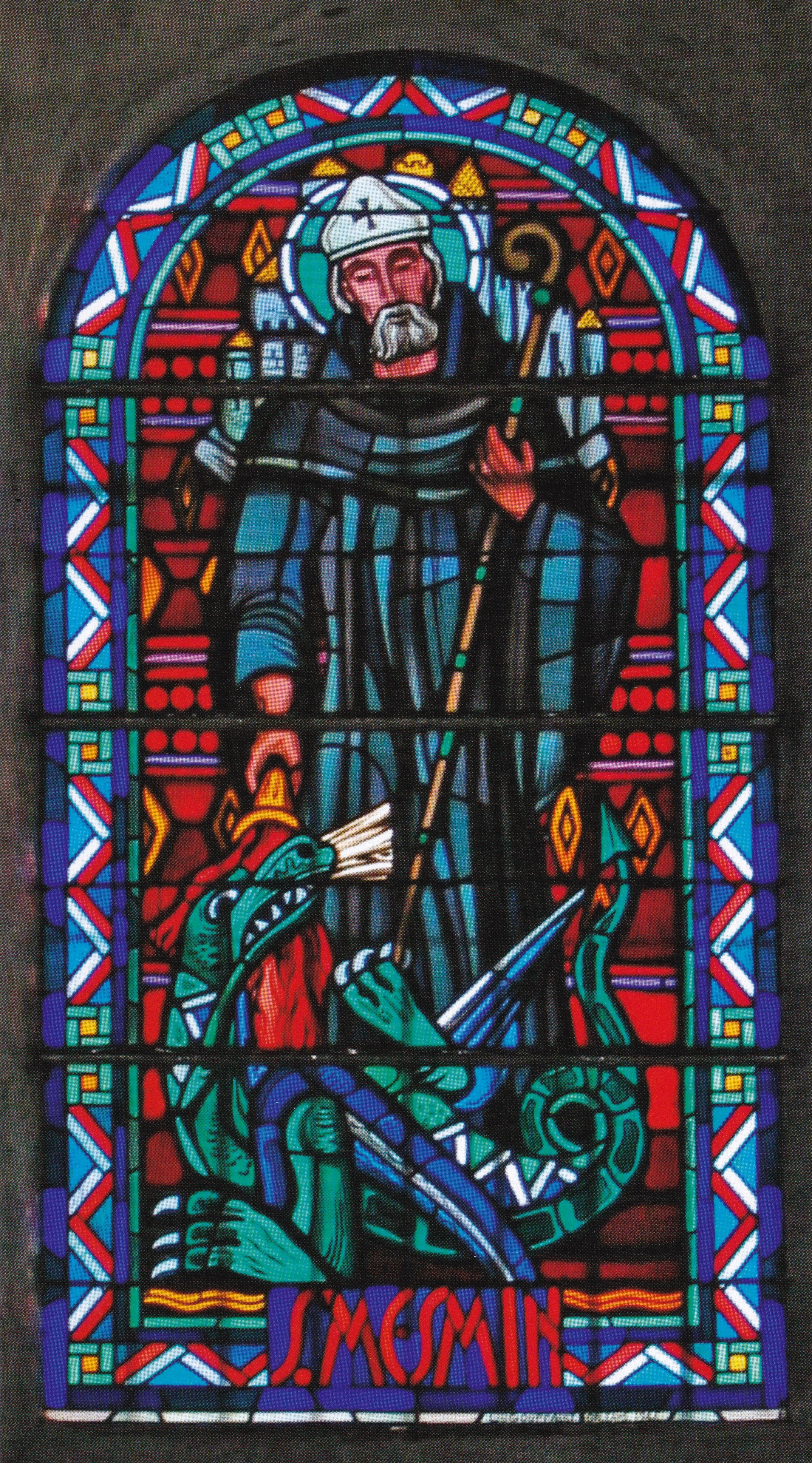
Saint Mesmin (vitrail de la baie axiale du chœur de l'église Saint-Mesmin, 1946).

L'église sert de dépôt de salpêtre entre 1793 et 1796 et reste fermée jusqu'en 1802. En 1807, un devis prévoit la restauration des couvertures de la nef et des bas-côtés. A cette époque, les deux collatéraux sont couverts en tuiles, la nef en ardoise et en tuiles et le clocher en ardoises. Il est alors envisagé de recouvrir le collatéral Sud en ardoises et de laisser le bas-côté Nord en tuiles. La même année, il est décidé de peindre une partie des murs de l'église. En 1812, le registre de la Fabrique mentionne des frais occasionnés « pour les couvertures en ardoises ».

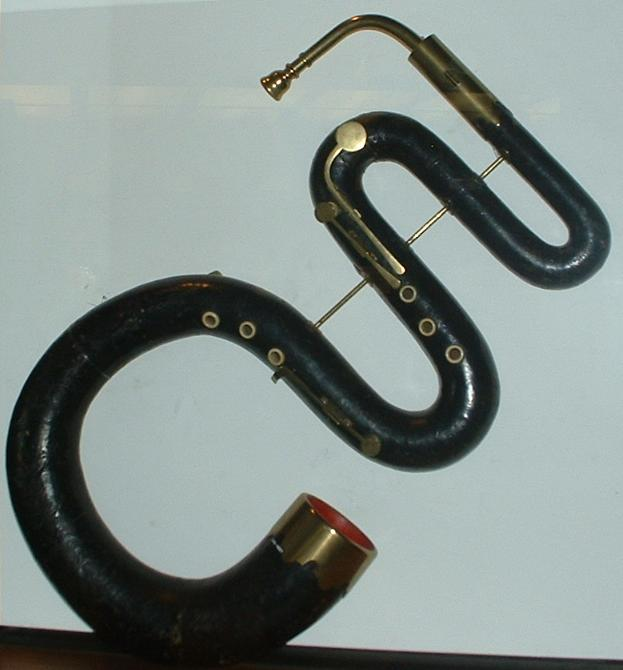
Serpent

De 1821 à 1834, le serpent, instrument de la famille des instruments à vent, est utilisé dans l'accompagnement des chants liturgiques et du chœur dont il renforce la partie grave lors des offices religieux. Le serpent sera remplacé en 1833 par un ophicléide, instrument grave de la famille des cuivres dont l'utilisation était plus aisée et sonnait plus juste, et ce jusqu'à l'installation de l'orgue en 1897.
Le cimetière, ancienne nécropole de l'époque mérovingienne, d'une superficie de 378 m2, qui à l'origine entourait l'église au nord et à l'est, est déplacé en 1822 vers l'actuelle rue du four et connaîtra ensuite trois agrandissements successifs en 1837, 1918 et 1928.
La cloche d'origine Mesmin, fêlée, est fondue en 1833 par la fonderie Bollée. De 1844 à 1846, l'église est restaurée : de nouvelles fenêtres sont percées (deux dans le collatéral Sud et une dans le collatéral Nord), les fenêtres existantes (bas-côté Sud) sont agrandies, la voûte de la nef centrale est abaissée, les deux sacristies des collatéraux (eux-mêmes plafonnés) sont réaménagées en chapelles et les nefs latérales sont désormais à plafond plat. La sacristie contiguë est ajoutée au nord.
Dans les années 1860, la voûte placée trop bas a assombri l'église et le carrelage étant hors d'usage, une nouvelle restauration rétablit la voûte de la nef, met en place des voûtes dans les collatéraux et ouvre les fenêtres de la grande nef. Plusieurs vitraux font l'objet de dons de la part de paroissiens. La bénédiction de l'église est faite par Mgr Félix Dupanloup le 21 août 1864.

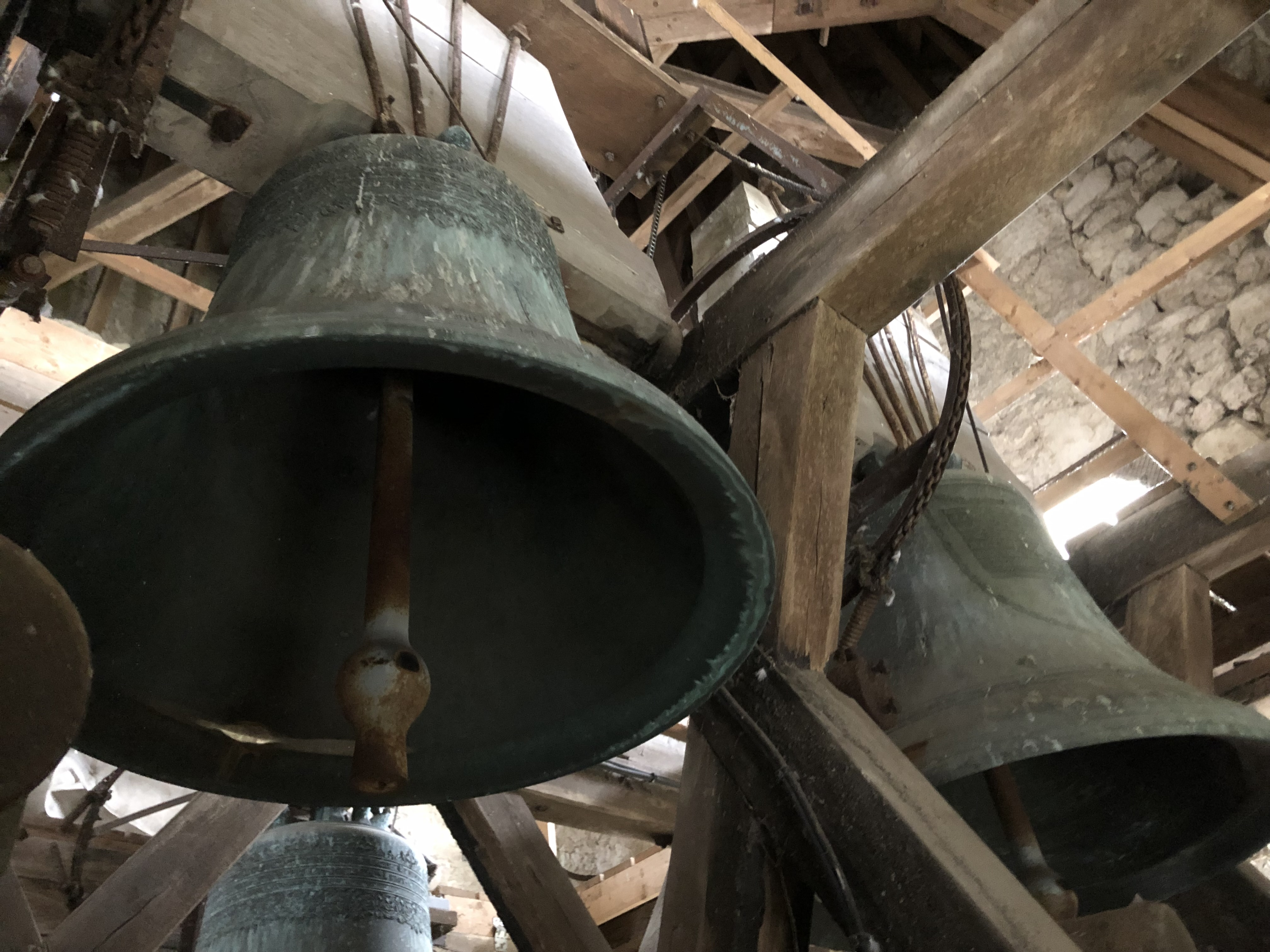
Les 3 cloches, Françoise-Paule, Mesmin et Jeanne-Marie

Entre 1869 et 1873, le clocher étant jugé trop bas, on entreprend de nouveaux travaux en le surmontant d'une flèche, à la suite d'une souscription collectée auprès des habitants. Les travaux ne seront achevés qu'en 1873. En 1874, le clocher s'enrichit de deux nouvelles cloches : Jeanne-Marie et Françoise-Paule.
Le curé Séjourné (1831-1851) se voit conféré le titre de chanoine honoraire de la cathédrale par l'évêque d'Orléans en 1843. Le curé Auguste Fleury fait l’objet d’une demande de renvoi par le conseil municipal en 1896, compte tenu de « son esprit vindicatif et parce qu’il s’est fait trop d’ennemis dans la commune »,,.

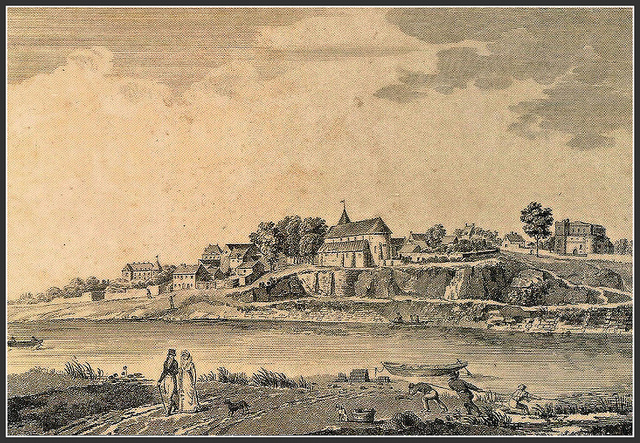
Vue de l'église et du village au XIXe siècle.

L'édifice est classé au titre des monuments historiques en 1862 et tous travaux envisagés dans le périmètre protégé de 500 m autour de l'église sont soumis à une autorisation d'urbanisme sur dérogation de l'architecte des bâtiments de France (ABF).
En 1871, le reliquaire de saint Mesmin, constitué d'un coffret doré et émaillé, qui avait l'objet d'une translation de l'église vers la grotte le 12 mai 1861, est dérobé par les troupes prussiennes. Celui-ci avait été précédemment offert par Alexandre Collin, l'ingénieur chargé de la réhabilitation de la grotte en 1857.
De 1896 à 1904, la maîtrise d'enfants, qui se produisait à l'occasion des fêtes religieuses, fut dirigée par une certaine Mademoiselle Yèvre qui tenait aussi l'harmonium. Madame Gramain dispensait des cours d'orgues aux mêmes enfants.
Durant tout le XIXe siècle, la gestion courante des biens matériels est assurée par le conseil de fabrique qui est composé de huit marguilliers :

##### Le Conseil de Fabrique
Liste des présidents de 1822 à 1898 :
- Étienne Jean Désiré Chemin de Beuvry[41] (1822-1825)
- Jacques Deshayes[42] (1825-1828)
- Moussard (1828-1831)
- Étienne Jean Désiré Chemin de Beuvry (1831-1836)
- Jacques Mothiron[42] (1836-1840)
- Pierre Boucher (1840-1847)
- Claude Girard[43] (1847-1855)
- De Vitry[44] (1855-1863)
- Leroy (1863-1888)
- De la Taille (1888-1892)
- Deparday[45] (1892-1897)
- E. Bigot (1897-?)

#### XXesiècle
Dès le déroulement des 1ers débats qui ont lieu début 1905 à la chambre des députés et ce, jusqu'à son vote définitif fin 1905, le curé Delahaye prend fermement position contre les dispositions de la Loi de séparation des Églises et de l'État par la rédaction d'un certain nombre d'articles virulents qui paraissent chaque mois dans le bulletin paroissial.
Dans la nuit du 27 septembre 1905, les portes de l'église sont fracturées et celle-ci est cambriolée (troncs vidés, vases sacrés enlevés, ...).
Dans la 1ère moitié du XXe siècle, l'éclairage de la nef était assuré par une série de onze lustres de cristal.
En 1935, la restauration des couvertures du bas-côté Sud et de l'abside est réalisée.
En 1938, Charles Lorin offre un vitrail représentant la Vierge entourée des armoiries de quatre évêques d'Orléans. Le modèle de la Vierge est celui de la statue offerte par Mgr Dupanloup au petit séminaire de La Chapelle-Saint-Mesmin ou Lorin avait été élève.
En 1943, des travaux de couverture sont réalisés sur le collatéral Nord.
En 1947, une forte bourrasque endommage les couvertures du versant Nord de la nef et de celles du clocher. Des réparations sont réalisées en 1948.
La même année, les vitraux détériorés par le bombardement allié de 1944 sont réparés ou remplacés. En 1956, la restauration de la couverture et de la charpente du clocher ainsi que les maçonneries de la façade Sud du clocher est effectuée. La fiche d'inventaire régional de 1968 mentionne « la vétusté des peintures et des moulures de poutres, cachées par de fausses voûtes ». En 1970, le bas de la façade Sud du clocher fait l'objet d'un ravalement. La réfection des enduits au mortier de chaux de la face Est du clocher est réalisée en 1975. En 1978, de nouveaux travaux de maçonnerie sont entrepris. La même année, des éléments de charpente du bas-côté Nord et de la sacristie sont remplacés. En 1983, des travaux de restauration des parties hautes de la façade occidentale et des deux clochetons Ouest du clocher sont réalisés.

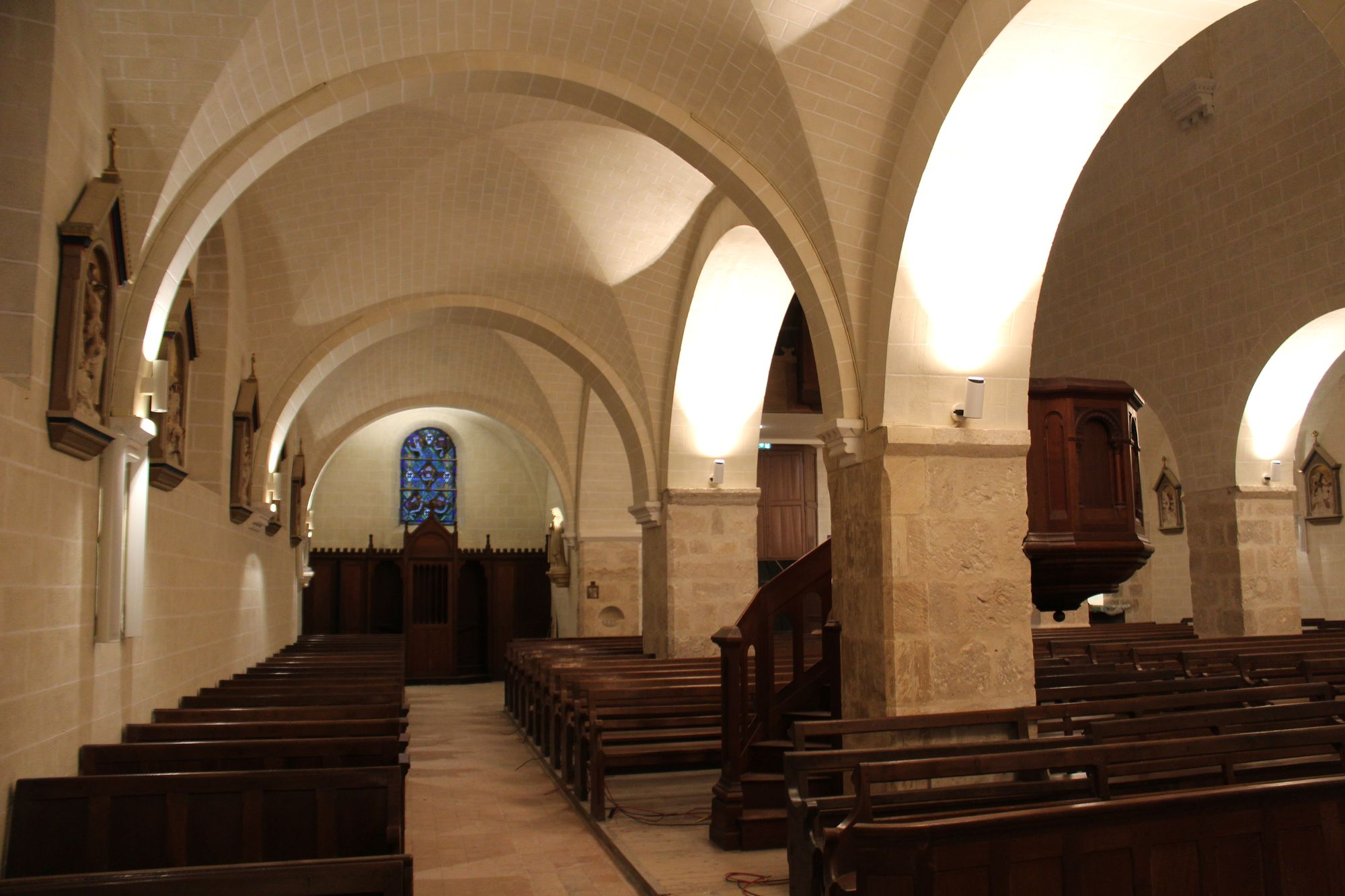
Intérieur actuel de l'église

En 1990, des travaux de maçonnerie d'entretien sont réalisés.
En 1991 et 1992, le parvis et l'esplanade de l'église sont totalement refaits par la ville.
En 1994, les Services départementaux de l'architecture et du patrimoine préconisent un programme de restauration.
Les abat-sons du clocher sont remplacés à l'identique en 2008.
D'importants travaux de restauration de l'église sont réalisés par la Ville en 2012 et 2013 (extérieur), puis en 2018 (intérieur) sous l'égide de l'architecte en chef des Monuments Historiques,.
Ce projet d'un montant de 1,6 million d'euros, conduit par la ville de 2012 à 2018, a bénéficié du soutien financier de l’État (ministère de la Culture) et du département du Loiret.

## Liste des abbés connus de l'église Saint-Mesmin duXIVeauXXesiècle
- Pierre de Baudourville (1378)
- Etienne Brissard (1616)
- Etienne Billard (?)
- Jean Robillard (1642-1666)
- Jacques Proust (1666-1680), docteur de Sorbonne, puis curé de l'église Saint-Pierre Lentin d'Orléans jusqu'à sa mort en 1689
- Jean Danglebermes (1681-1685)
- Roucellet (1685-1710)[72]
- Nicolas Charton (1710-1716)
- Marc Rambault (en 1717 jusqu'en 1725 ?), docteur de Sorbonne
- Laurent Hazard (?)
- Prévot (vicaire en 1739)
- Thauvin (en 1752 et jusqu'en 1763)
- Louy François Bordier[73] (1763-1787)
- Jacques Gaudry (en 1788 jusqu'en 1791)[74], auparavant vicaire de l'église Saint-Paterne d'Orléans, neveu du précédent[75].
- Malivoile (1791-1792)
- Gaudry (1792-1793)
- Poignard (vers 1793, déporté à Cayenne en 1797[76])
- François Deshaye (après 1793)[77]
- Mercier[78] (entre 1793 et 1802)
- Aignan Limozin (entre 1793 et 1802[79])
- Badinier (vicaire d'Ingré - 1802-1803)
- Asselin (1803-1815)
- Sevestre (1816-1817)
- Guillaume Bazinet (1817-1828)
- Poisson (1829-1831)
- Auguste Séjourné (1831-1851)
- Amédée Blandin (ou Blondin) (1851-1855)
- Charles Honoré Mejasson (1855-1860)
- Nicolas Fleury (1860-1872)
- Édouard Sauvegrain (1872-1876)
- Auguste Fleury[80] (1876-1896)
- Couturier (?-?)
- P. Delahaye (1896-24 juillet 1910[81]), Charles Dubesset[82] (1903-1905), Abbé Portehaut[83]  (1905-?)
- J. Caillette (1910-1931)
- Paul Breton[84] (1931-1940)
- Joseph Martin (1941-?)[85]

## Description

### L'édifice
L’église Saint-Mesmin est bâtie aux XIe et XIIe siècles à flanc de coteau au-dessus de la grotte dite « du dragon », positionnée « en balcon », surplombe la Loire (altitude de 110 m) et constitue avec son clocher et ses trois nefs un monument tout en simplicité et en harmonie.
Longue de 32 m pour 17 m de large hors-œuvre, la flèche de son clocher s'élevant à 35,80 m et le faîte de la toiture de la nef se situant à une hauteur de 14 m, elle possède un plan basilical dépourvu de transept, trois nefs et est construite selon le style préroman.
L'accès à l'église par le côté Ouest se fait en traversant un espace public aménagé en 1993 en parvis (pierre de taille et pavés en calcaire de Beauce) dégagé et planté, avec une vue imprenable sur la Loire et la rive opposée. La porte principale est surmontée d'un caquetoire en charpente sur potelets, couvert en ardoises, reconstitué en 2013 dans le style local, dont l'existence est déjà mentionnée en 1844. Le tambour d'entrée forme sas avec le porche. Le pignon compte de nombreuses briques caractéristiques de la construction romane. Le dallage actuel est posé en 1862. À l'entrée, le sol est en dalles de pierre posées à joints rompus. Celui du chœur et de l'allée centrale est constitué d'un damier de calcaire et ardoise. Les travées des bas-côtés et sous le clocher, de carreaux de terre cuite. Dans les absides du chevet, le sol est mixte à cabochons. À l'Est, l'abside est contournée à l'extérieur par la poursuite du chemin de halage supérieur, au-devant des propriétés riveraines du bord du fleuve.
Le clocher (5,20 m sur 5,20 m à la base), rehaussé au cours du XIXe siècle, correspond à une formule architecturale courante dans le département du Loiret. Les baies géminées du dernier niveau du clocher, protégées par huit séries d'abat-sons, sont surmontées d'un pignon de pierre et les quatre angles flanqués de pinacles. La flèche est constituée d'une charpente couverte d'ardoises. La tourelle d'escalier à vis, accolée à la face Nord du clocher et couronnée d'un revêtement de pierre de taille, mène aux trois niveaux de la tour, constitués chacun d'un plancher de bois, le dernier niveau, à la base de la flèche, regroupant les cloches.

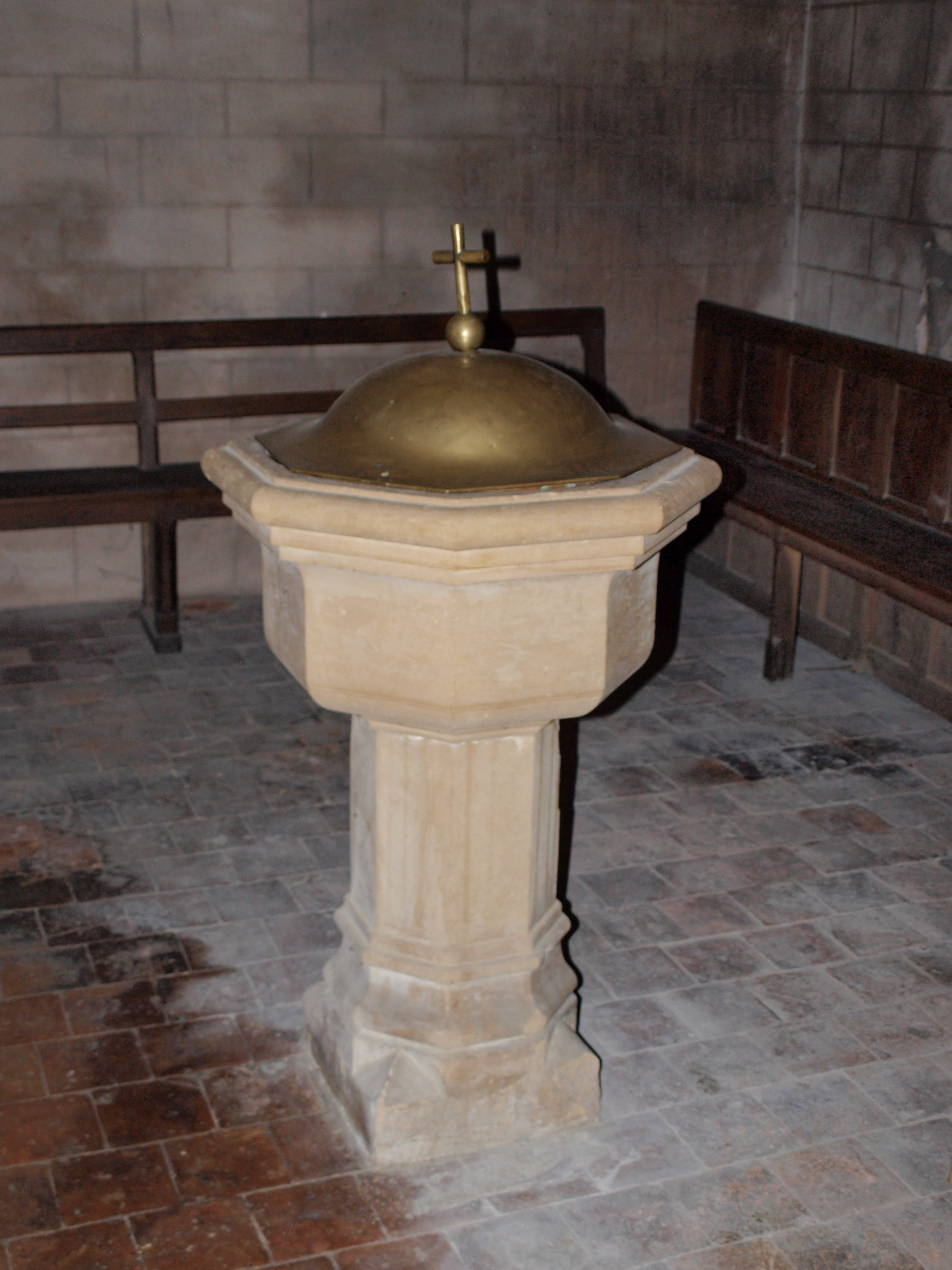
Les fonts baptismaux

Les élévations emploient des matériaux très variés, dont certains sont des remplois : calcaire de Beauce, calcaire oolithique et calcaire d’Apremont, grès, briques à poignet et tuiles correspondent à des remplois tardo-antique et du haut Moyen Âge, datations confirmées par thermoluminescence. Le portail (large d’1,94 m pour 3,14 m de hauteur sous clef) en plein cintre, certainement la partie la plus ancienne de l'édifice, est décoré de claveaux pentagonaux et losangés qui s'alternent les uns dans les autres en trois rangées. La nef comprend cinq travées et débouche sur un chœur surmonté d'une voûte en berceau, formé d'une travée droite et d'une abside en cul-de-four. Les arches en plein cintre retombent sur des piliers rectangulaires. La naissance des voûtements du bas-côté et de la nef repose sur des culs-de-lampe. Les bas-côtés débouchent sur des absidioles également en cul-de-four. La chapelle des fonts baptismaux, au bas du collatéral Sud, est dédiée à saint Jean-Baptiste. Placé en bordure de falaise, le mur du bas-côté sud est soutenu par des contreforts. On y devine l'emplacement de quelques fenêtres primitives.
Les brisis des toitures des deux bas-côtés sont surmontés d'étroits terrassons en zinc, invisibles depuis le sol.
Les charpentes actuellement visibles dans les combles de la nef et du chœur de l’église correspondent à une reconstruction datée d’entre la fin du XVe siècle et la fin du XVIe siècle. Celle de la nef conserve encore des chevrons chevillés aux pannes. Ces travaux se sont accompagnés sans doute de la reconstruction du sommet du pignon de la façade occidentale de l’église. Au-dessus de la voûte en pierres réalisée en 1844 subsiste encore, cachée par cette dernière, la voûte primitive en bois.
La grande croix en bois, positionnée au bas de la face Sud du clocher jusqu'en 2013, aujourd'hui accolée à la base du mur Nord du clocher, date d'une mission de 1886.
Sur une flamme postale à l'énoncé de la commune datant des années 1990, est notamment dessinée et citée l'"église 11e 12e siecles".

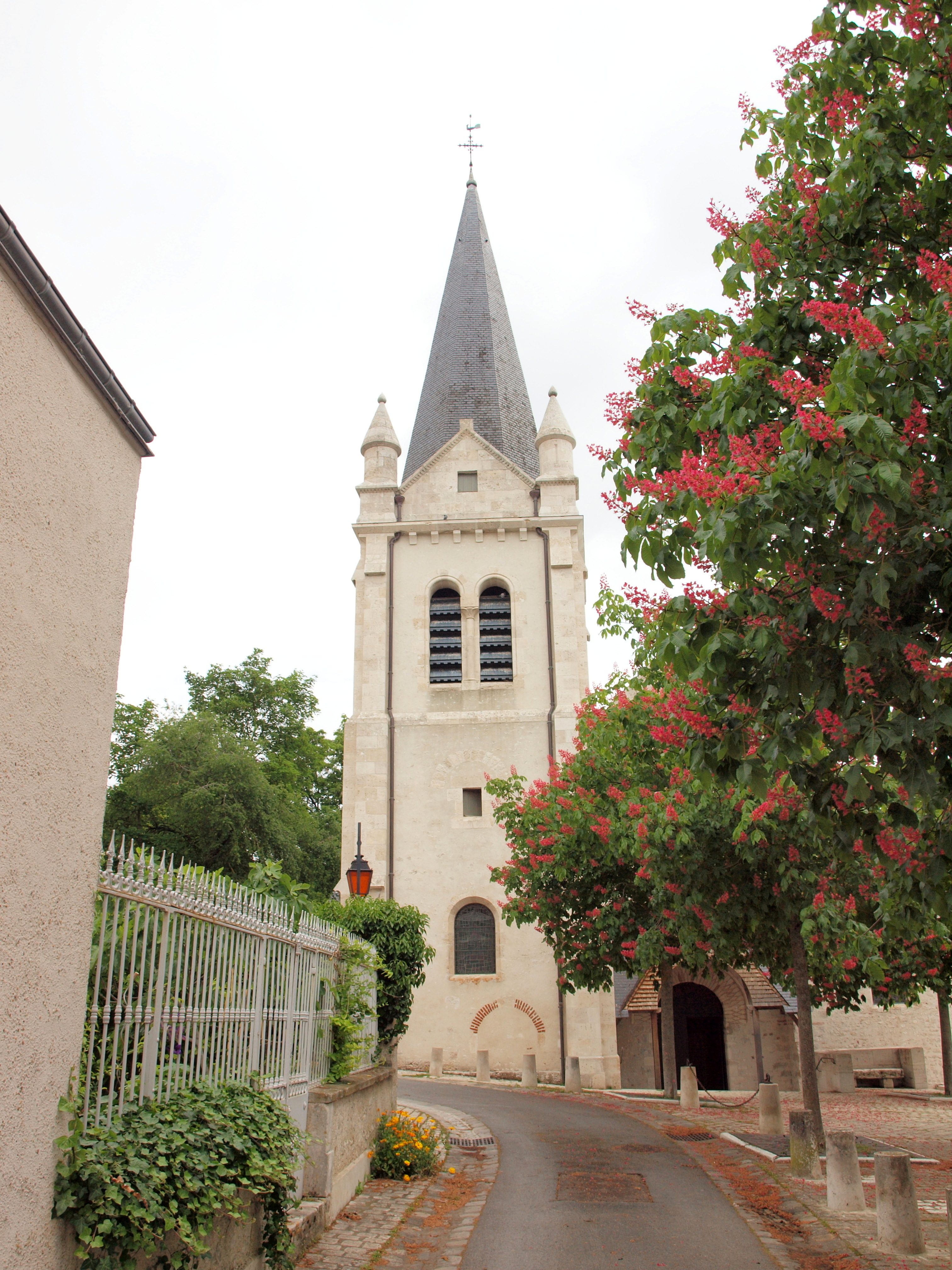
Eglise Saint-Mesmin rénovée.
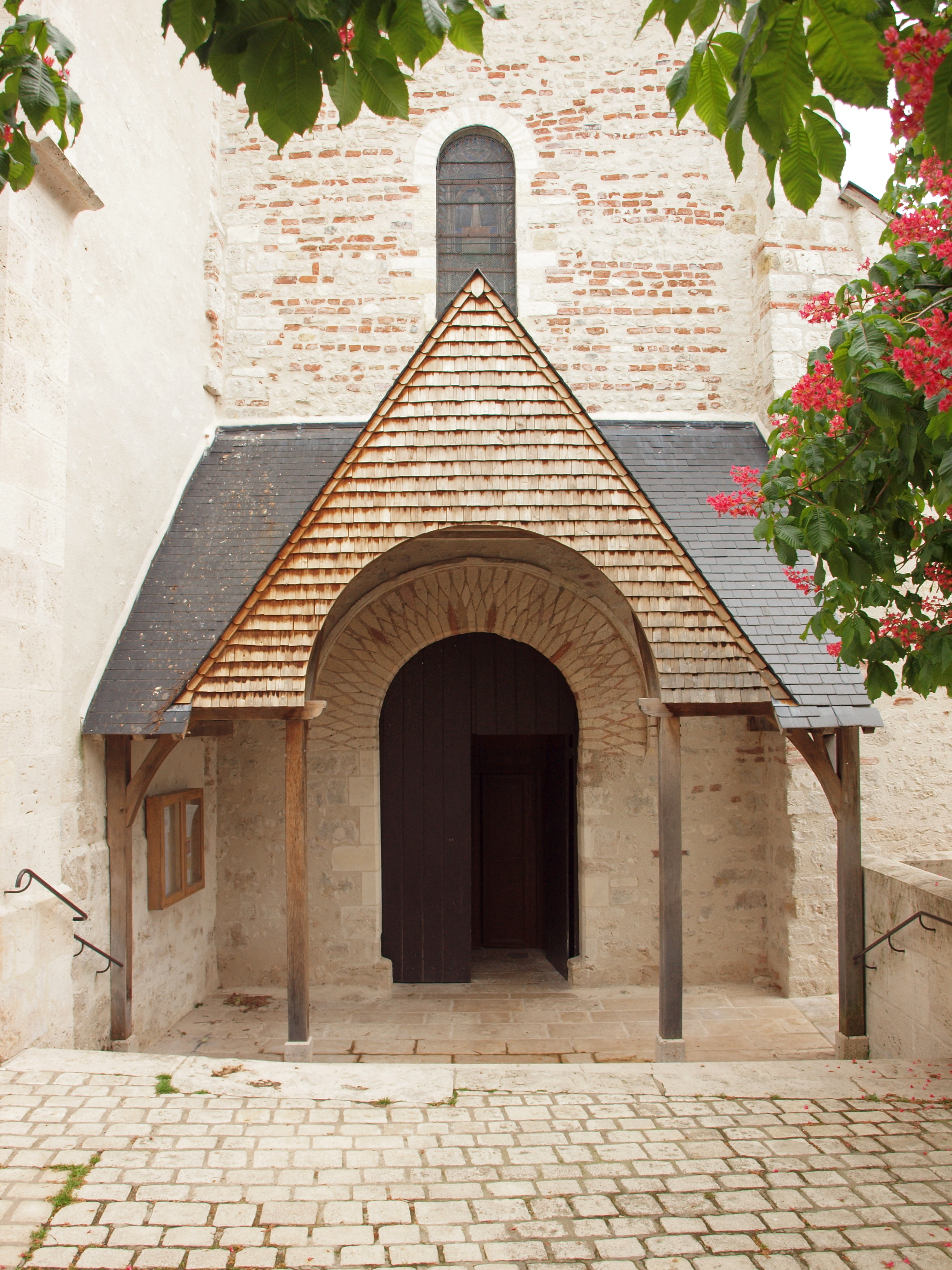
Entrée de l'église et son caquetoire.
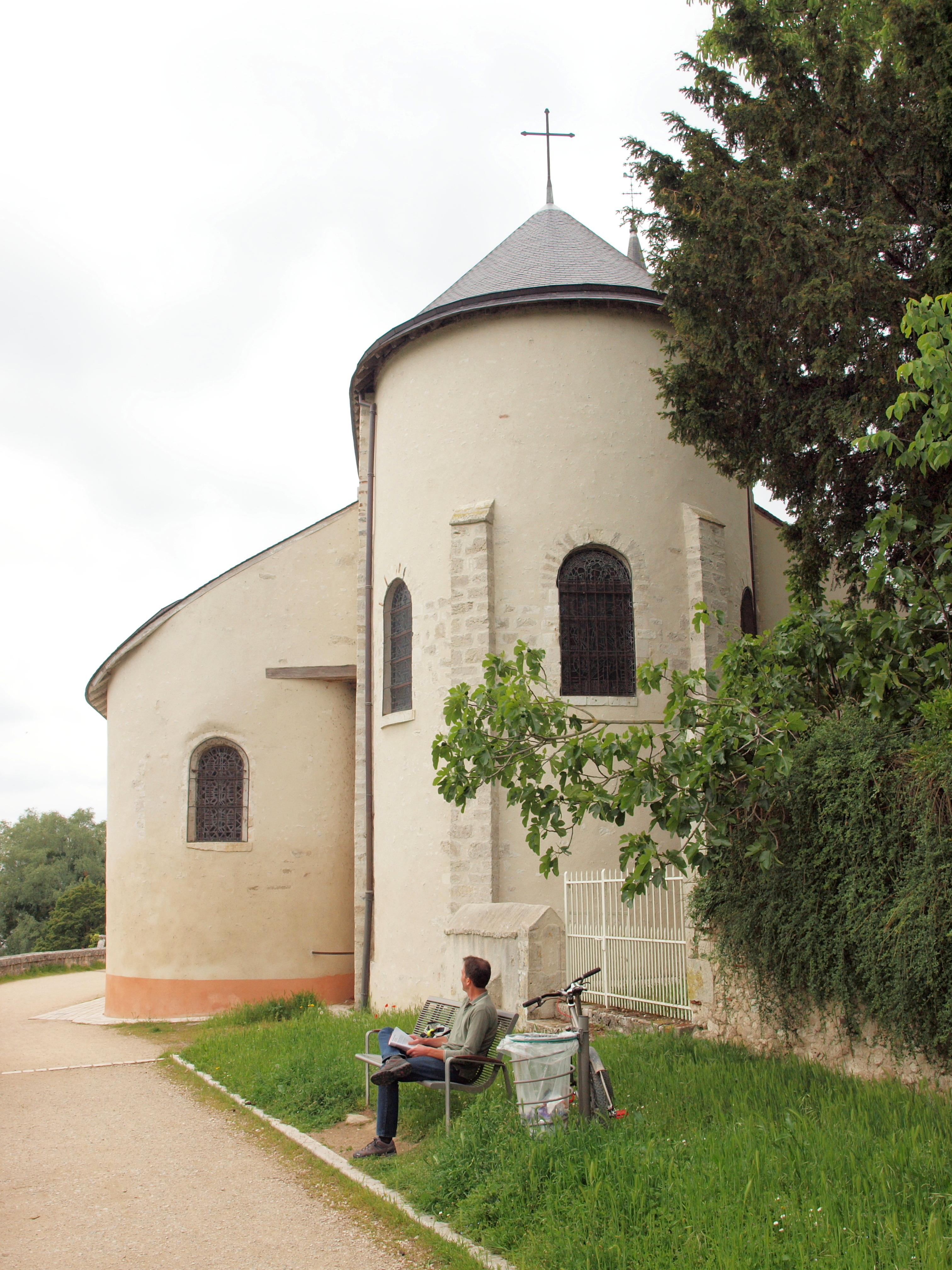
Côté sud de l'église.
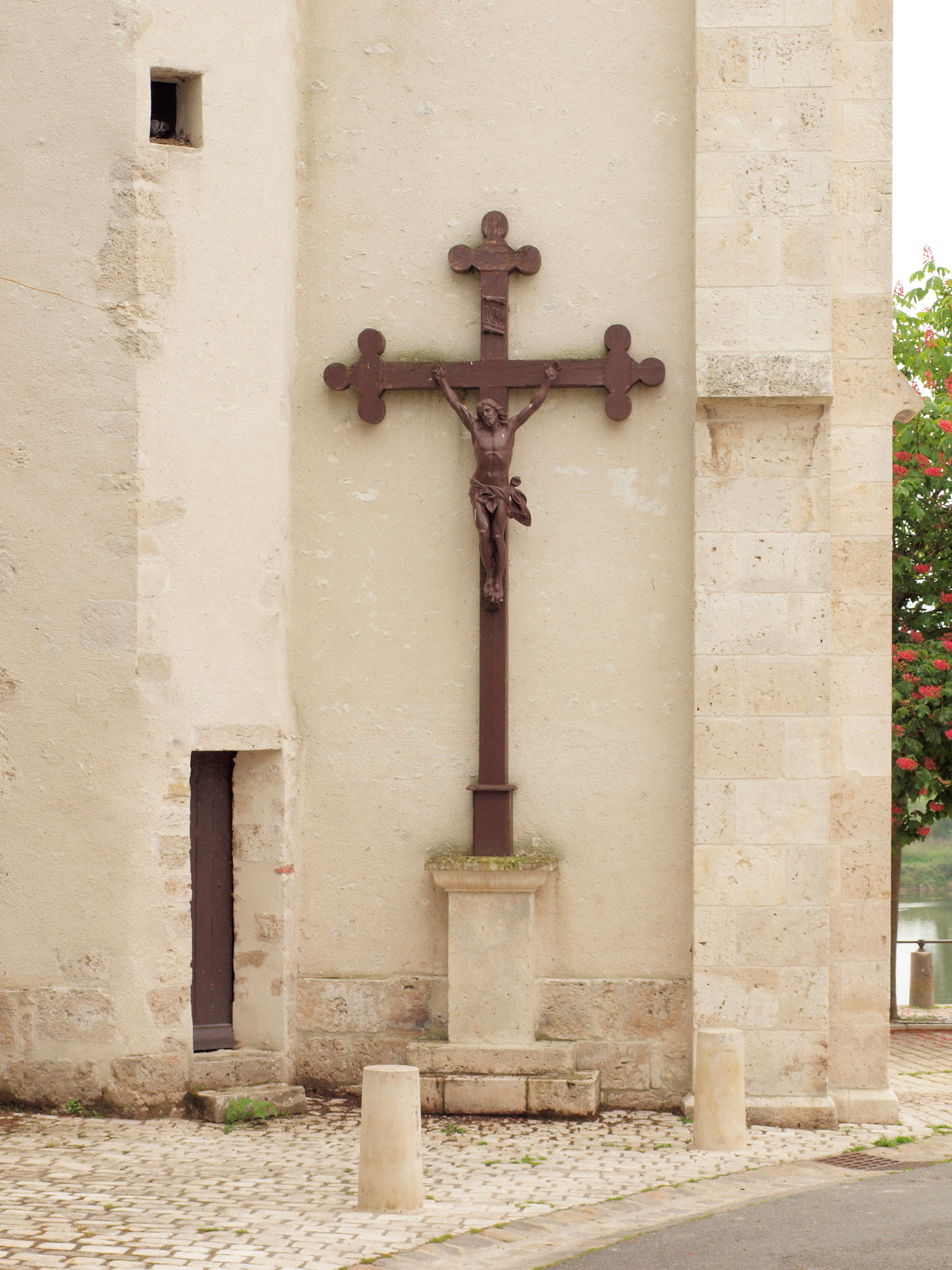
Côté nord de l'église.
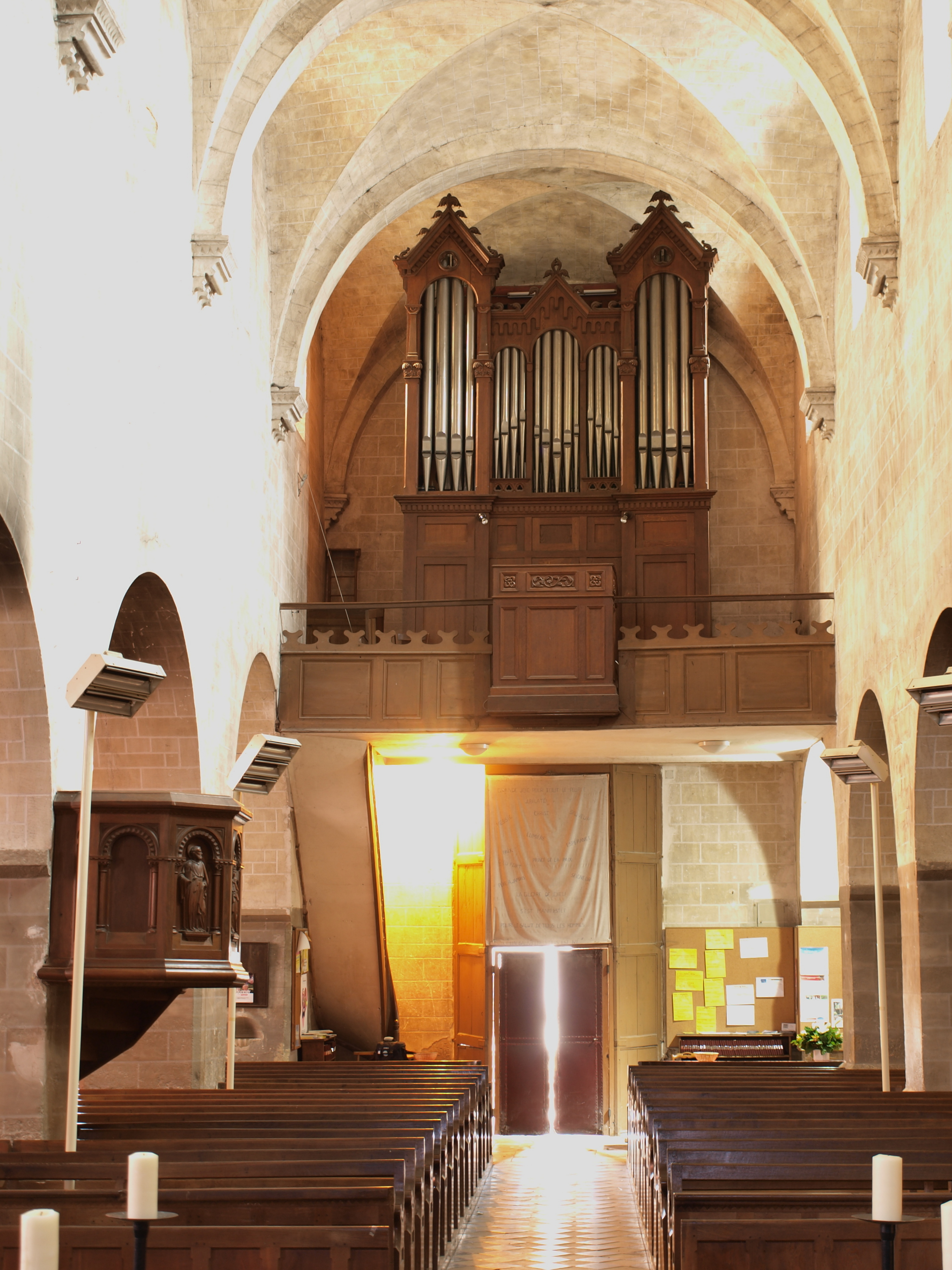
Intérieur de l'église.

### Le mobilier

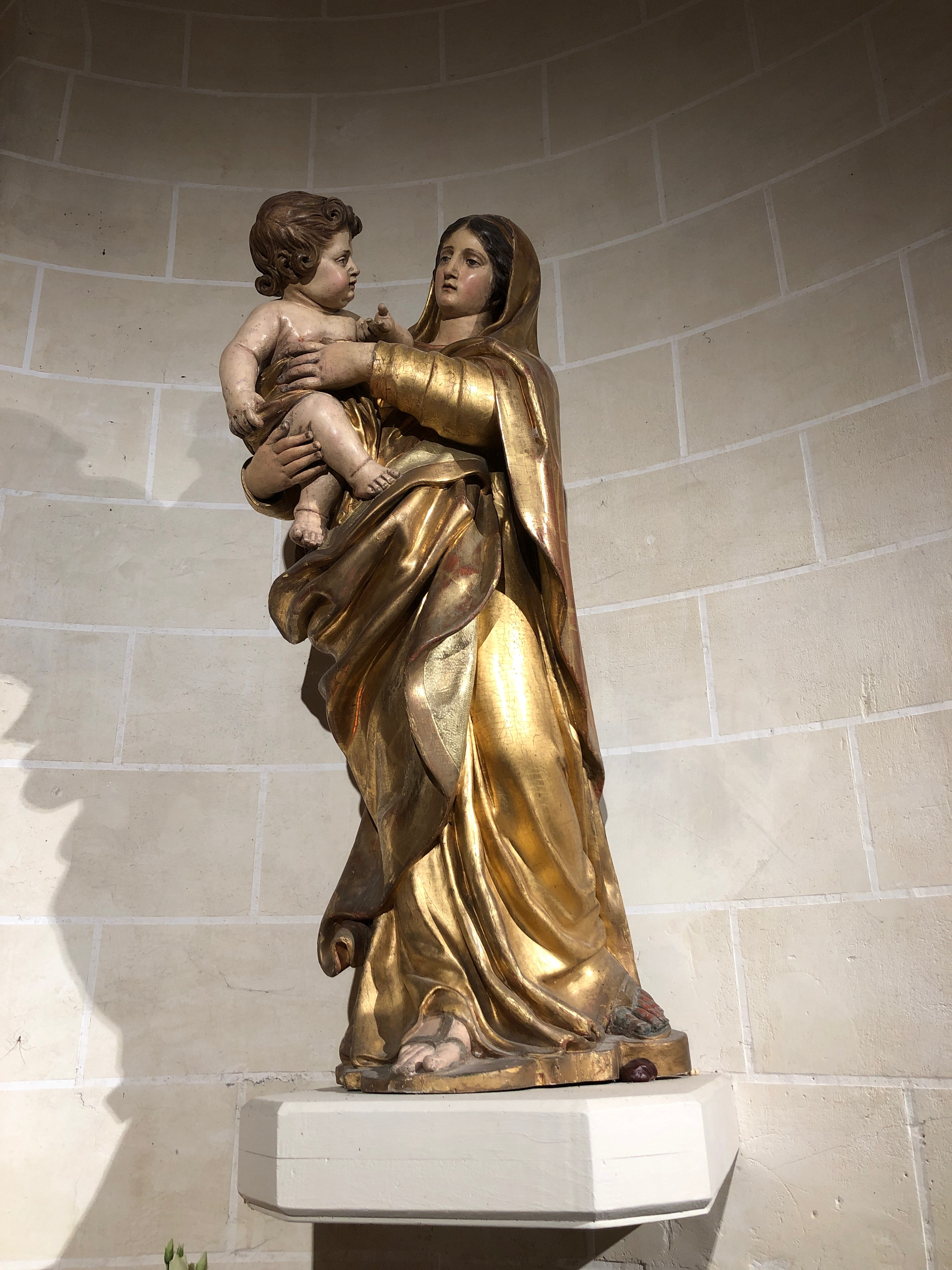
Vierge à l'Enfant en bois doré.

Le chemin de croix est un modèle classique en plâtre moulé, doré et peint. Le confessionnal, la chaire, les bancs, la tribune de l'orgue, les fonts baptismaux constituent avec les trois autels l'essentiel du mobilier.
La Vierge à l'Enfant en bois doré qui se trouve dans l'absidiole Sud a été offerte en 1813 par Mademoiselle Raucourt, locataire du château des Hauts au début du XIXe siècle.

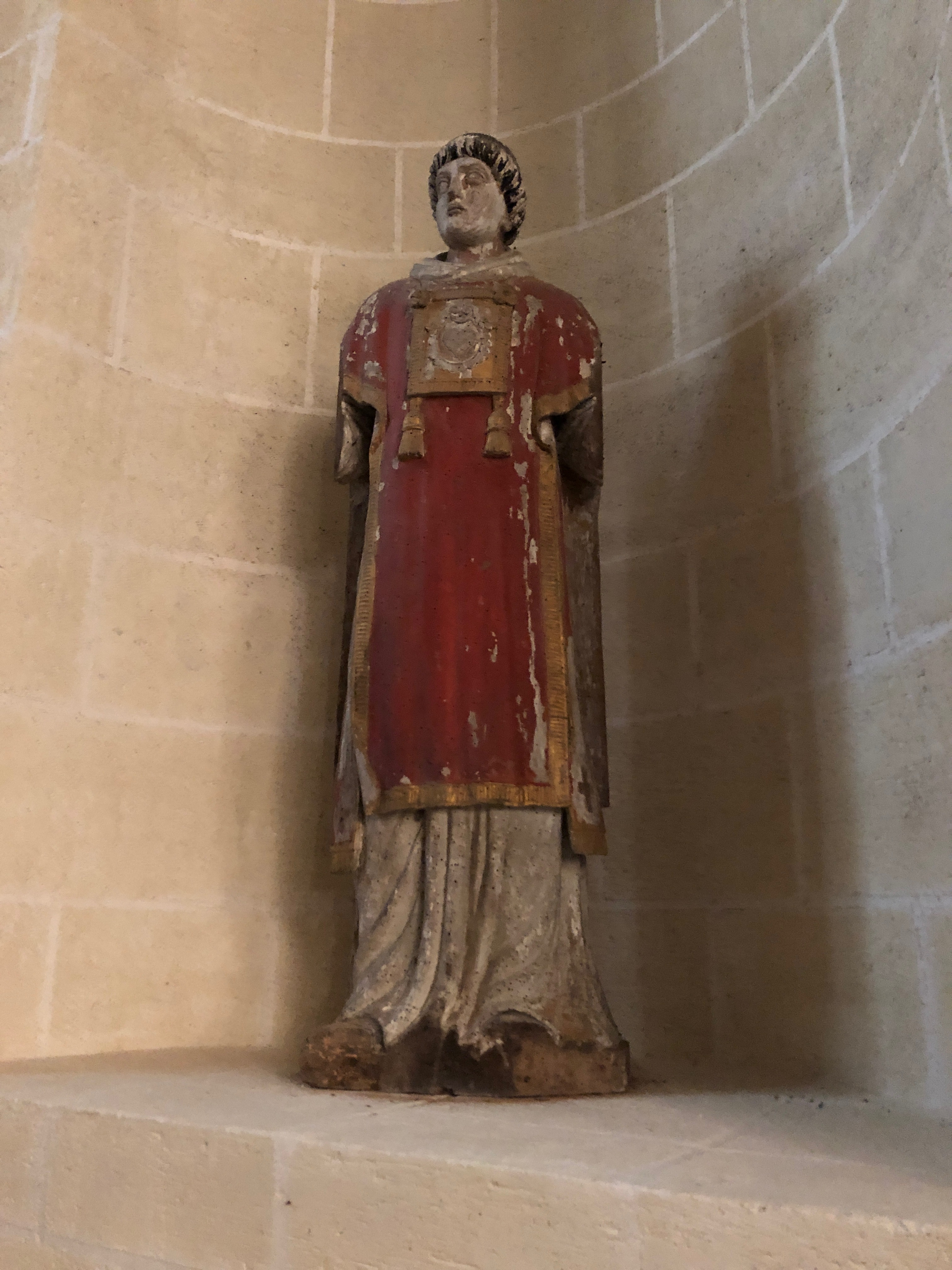
Saint Vincent, patron des vignerons

La plupart des vitraux sont modernes et proviennent de l'atelier Gouffault d'Orléans. Celui situé dans le bas-côté nord, représentant une Vierge d'argent, fut à l'origine offert par la famille Talleyrand à Mgr Félix Dupanloup qui la légua ensuite au petit séminaire de La Chapelle-Saint-Mesmin. Les anciens du petit séminaire en firent don enfin à l'église.
Parmi les œuvres d'art du mobilier de l'église signalé dans les différents inventaires, figurent :
- L'adoration des mages[95], donné en 1846 par un paroissien[96] ;
- Christ guérissant les malades, tableau attribué à Bon Boullogne, donné en 1846 par un paroissien, classé en 1908 et restauré en 1995. Il se trouve actuellement à l'hôtel de ville ;
- Deux plaques d'épitaphe en pierre (l'une date de 1631 et sur l'autre la date est illisible) ;
- Christ en croix (XVIe siècle/XVIIe siècle), bois taillé et peint[97] ;
- Vierge à l'Enfant, bois doré et peint (XVIIIe siècle)[98] ;
- Saint Vincent, statue en bois peint (date ?)[99].

### Les vitraux
L'ensemble des baies est pourvu de vitraux dont la plupart sont récents:
- Les trois premiers ont été réalisés par l'atelier Gouffault d'Orléans à la fin des années 1940 ;
- Le quatrième, La Vierge d'Argent, a été offert à la paroisse par l'atelier Charles Lorin de Chartres en 1938[100].

La plupart des vitraux de l'église furent soufflés en juillet 1944 par l'explosion d'une bombe larguée sur la rive opposée de la Loire par des avions alliés. Deux d'entr'eux avaient été posés l'un en 1865, l'autre en 1900. Ce dernier, sorti des ateliers Testeau d'Orléans, représentait Saint-Mesmin et les moines défrichent les rives de la Loire.

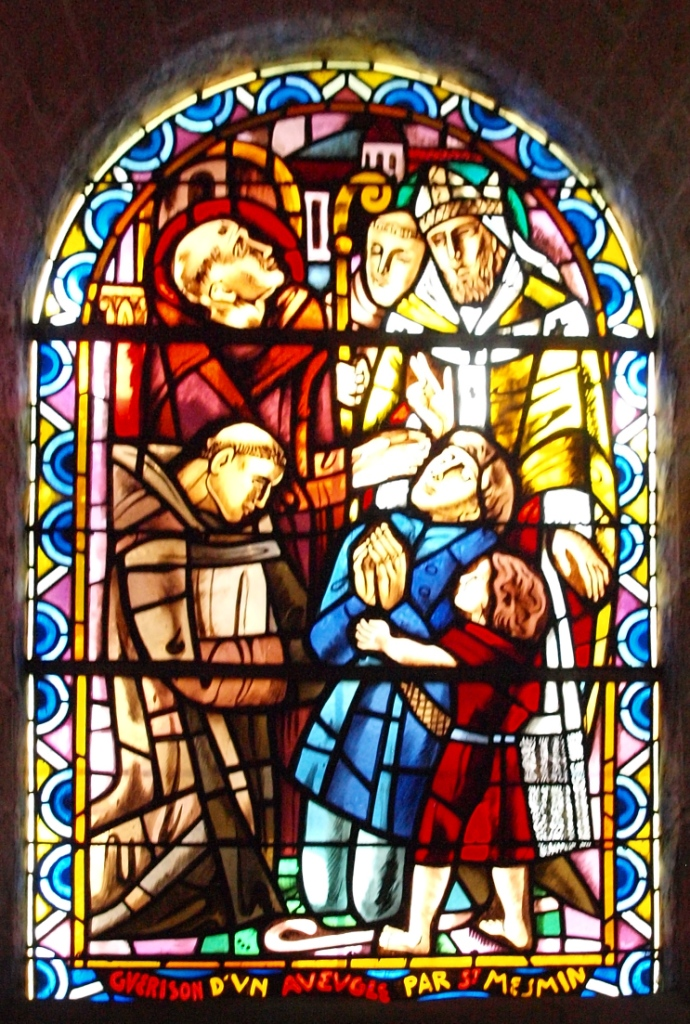
Vitrail : guérison d'un aveugle.
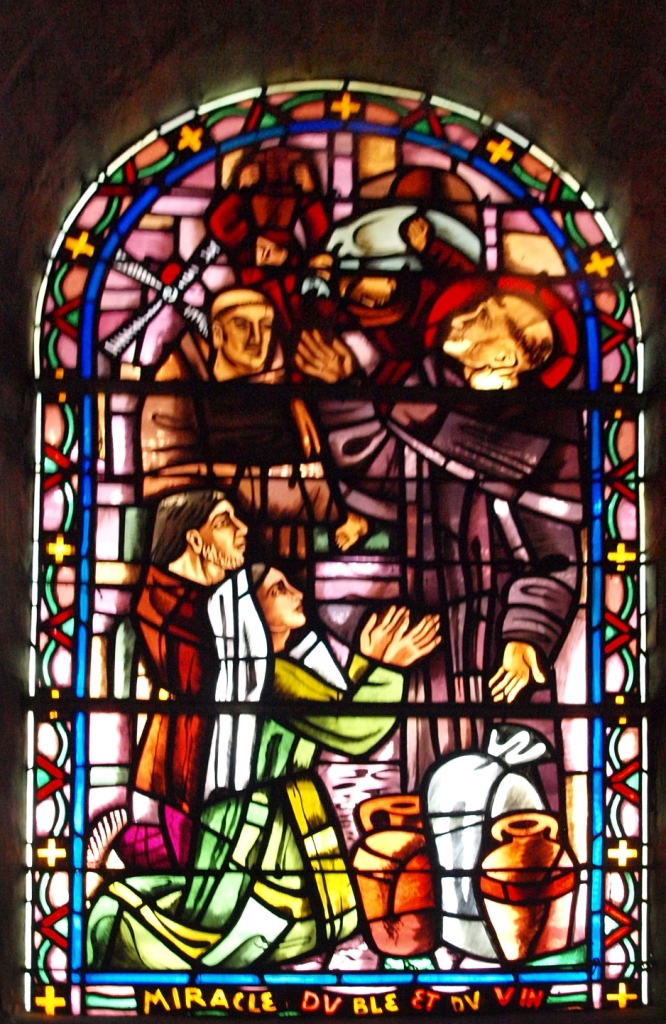
Vitrail : miracle du blé et du vin.
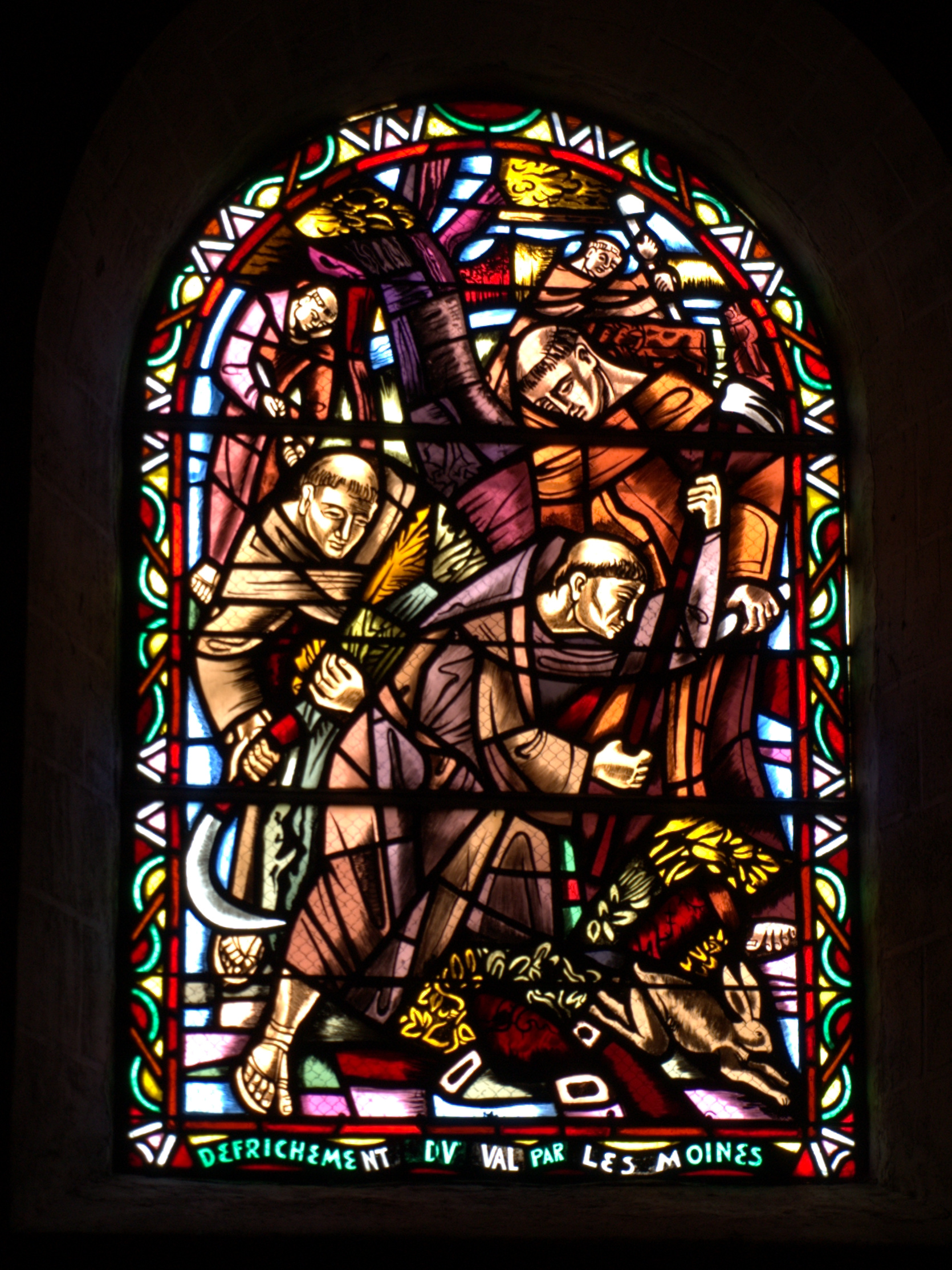
Vitrail : défrichement du val par les moines.
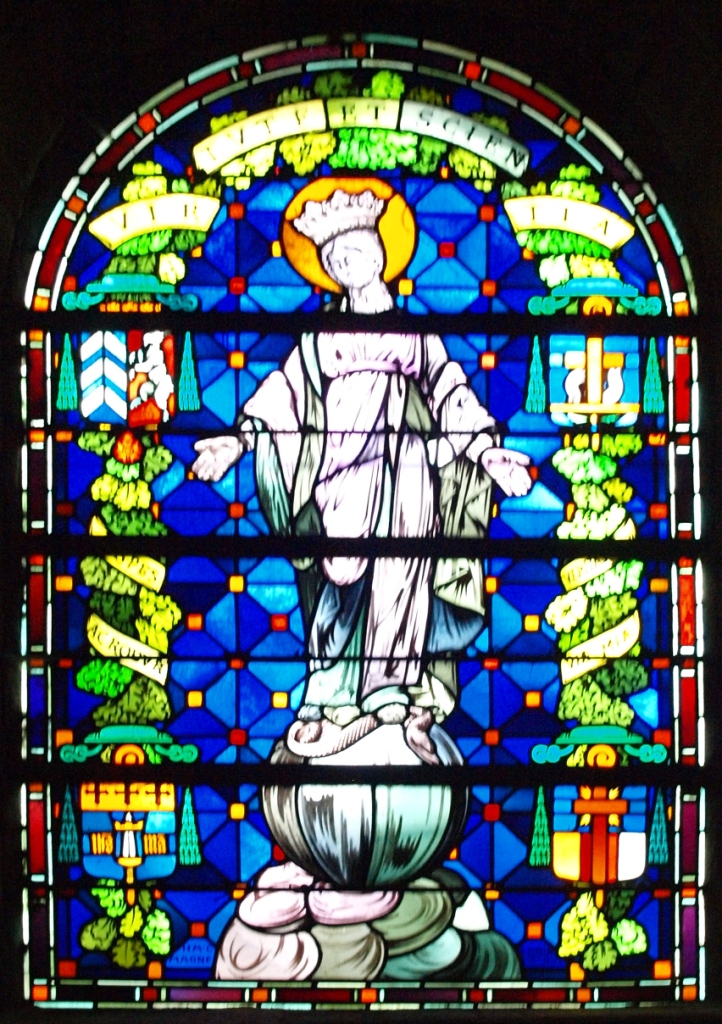
Vitrail : Vierge d'argent.

### L'orgue

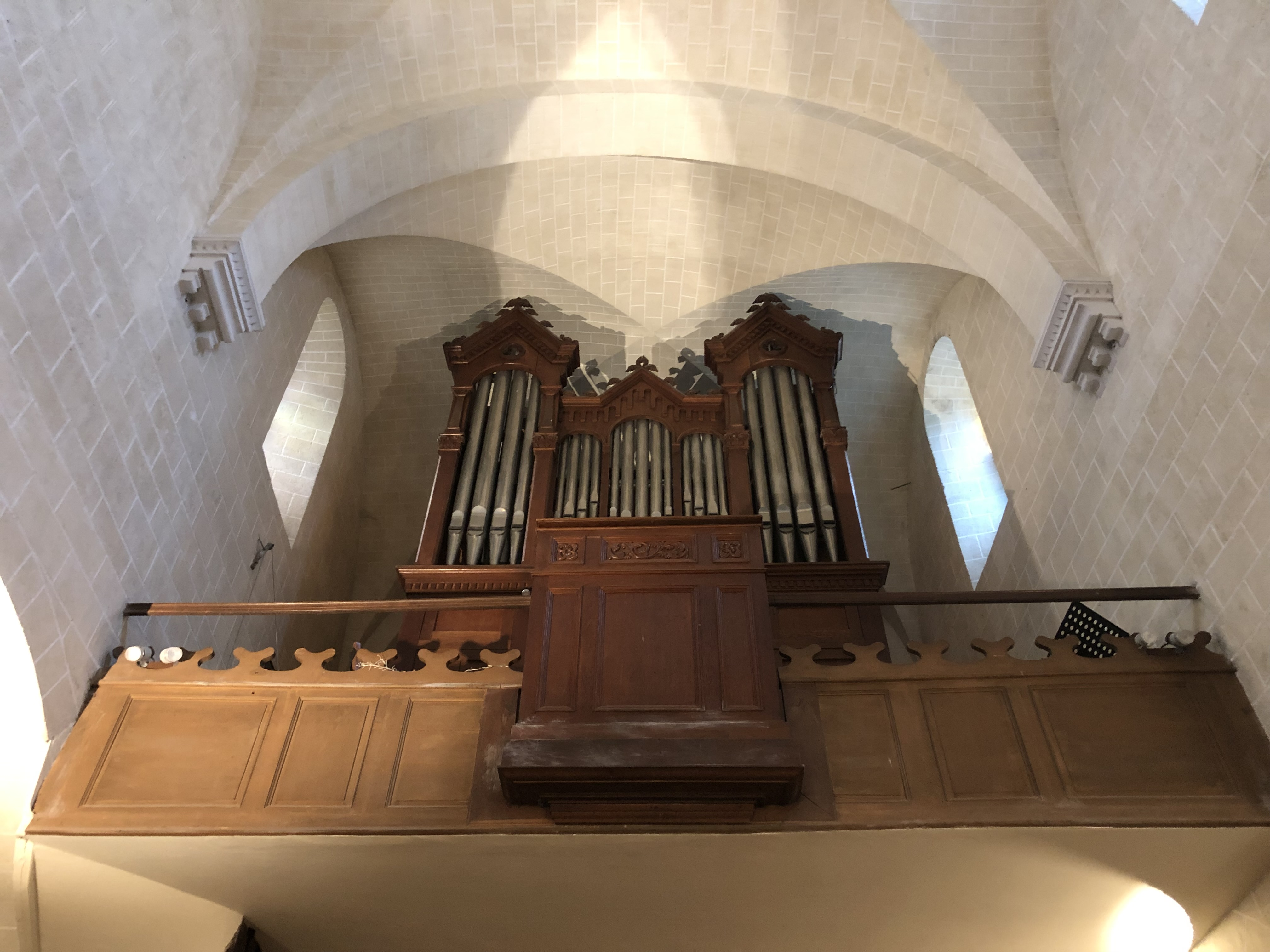
Tribune de l'orgue

L'orgue, instrument de type romantique, est l'œuvre du facteur Charles Anneessens (1835-1903) d'Halluin dans le Nord. Il est réalisé en 1897 et comporte 19 jeux (18 réels) avec une transmission tubulaire, deux claviers de 56 notes et un pédalier de 27 touches. La console est séparée et située en balustrade de la tribune. Aimée Gramain, fille d'Ernest Pillon — le découvreur de la Grotte du dragon de Béraire — en fit don à l'église, mais la commune dut financer les frais d'aménagement de la tribune. L'inauguration eut lieu le 1er août 1897, sous les doigts d'Arthur Berthier, organiste de la cathédrale Sainte-Croix d'Orléans. En 1911, devant le refus de la municipalité, Aimée Gramain se résout à financer sa remise en état. En 1975, l'Association des amis de l'orgue et de l'église de La Chapelle-Saint-Mesmin voit le jour afin d'aider à l'entretien de l'instrument et d'organiser des concerts. La même année, le premier concert est donné par André Pagenel, titulaire des grandes orgues de la cathédrale Saint-Étienne de Bourges. En 1978-1979, compte tenu du mauvais état de l'orgue, sur les conseils de François-Henri Houbart, l'instrument est relevé avec un moteur neuf par le facteur alsacien Paul Adam et inauguré le 30 septembre 1979 par Marie-Claire Alain. En 1981, Paul Adam change toutes les rasettes des six jeux d'anches. L'orgue est inscrit à l'inventaire supplémentaire par la Commission des orgues historiques en octobre 1977,,.
Composition
| I. Grand-Orgue 56 notes |
| Bourdon 16'             |
| Montre 8'               |
| Viole de gambe 8'       |
| Flûte harmonique 8'     |
| Bourdon 8'              |
| Prestant 4'             |
| Doublette 2'            |
| Trompette 8'            |
| Clairon 4'              |

| II. Récit expressif 56 notes |
| Cor de nuit 8'               |
| Salicional 8'                |
| Voix céleste (2e ré)         |
| Flûte octaviante 4'          |
| Trompette 8'                 |
| Voix humaine 8'              |
| Clairon 4'                   |
| Trémolo                      |

| Pédale 27 notes                   |
| Soubasse (emprunt du Grand Orgue) |
| Basse 8'                          |
| Tuba 8'                           |

### Les cloches
Les trois cloches en airain sont suspendues au troisième niveau du clocher, à la base de la flèche. La plus ancienne Mesmin, fêlée en 1833, est fondue en 1834, les deux plus récentes, Françoise Paule et Jeanne Marie en 1874. Raccordées aujourd'hui à un système électrifié, elles proviennent toutes de la fonderie de cloches Bollée de Saint-Jean-de-Braye.
- Jeanne Marie, située à l'Est, sonne le « Fa3 » ;
- Mesmin (503 kg), située au Sud, sonne le « Sol3 » ;
- Françoise Paule, située au Nord, sonne le « La3 »[108].

### L'ancien presbytère
L'ancien presbytère se trouvait, jusqu'aux années 1970, à proximité de la place du Bourg, dans le centre historique de la commune, non loin de l'église. Il était constitué du logement du curé, d'une cour et d'une salle paroissiale. Cette dernière d'une dimension de 20 mètres sur 8, lui fut adjointe en juillet 1901 consécutivement à l'acquisition, par la paroisse en novembre 1899, d'un terrain contigu (d'une superficie de 1 625 m2) sur lequel elle fut édifiée d'après le plan de l'architecte Pagot d'Orléans. Son financement fut assuré en grande partie par les dons des paroissiens et d'autres contributeurs. Elle était composée de quatre salles en enfilade dont la dernière (10 m X 8 m) possédait une scène de 3 mètres de profondeur sur laquelle pouvaient se produire des spectacles. Elle fut inaugurée le 7 juillet 1901 par le curé de La Chapelle Saint-Mesmin, P. Delahaye.

### Autres chapelles
Outre l'imposante chapelle de style néogothique édifiée en 1899, non loin de l'église, sur le domaine du Petit séminaire de La Chapelle-Saint-Mesmin, encore visible de nos jours, il existait une autre chapelle, dépendant également de l'ancien petit séminaire et qui était située allée des Tilleuls, allée dépendant à l'époque au Château des Hauts (La Chapelle-Saint-Mesmin). Elle était la propriété de l'ancien petit séminaire depuis 1866 et fut attribuée à la commune en 1911. Il s'agit de la Chapelle Sainte-Anne. Celle-ci fut démolie en 1958 et remplacée ensuite par un bûcher puis par l'actuelle caserne des pompiers. Il ne subsiste aujourd'hui que la porte du pignon.